# Klubi Futbollistik Istogu
Il Klubi Futbollistik Istogu o KF Istogu è un club calcistico kosovaro di Istok.
Fondato nel 1947 e affiliato all'epoca alla federazione jugoslava, milita dal 2007 nel sistema di lega kosovaro e nella stagione 2016-17 disputa la Liga e Parë, seconda divisione nazionale.
I colori sociali del club sono il blu e il nero, e la squadra disputa i suoi incontri interni allo stadio Demush Mavraj di Istok, la cui capienza è circa 6 000 spettatori.

## Palmarès

### Competizioni nazionali
- Liga e Parë: 1

2007-2008

### Altri piazzamenti
- Coppa del Kosovo:

Semifinalista: 2020-2021